# Minuartia taurica
Minuartia taurica là loài thực vật có hoa thuộc họ Cẩm chướng. Loài này được (Steven) Graebn. mô tả khoa học đầu tiên năm 1918.